# فرانك كوكس
فرانك كوكس (بالإنجليزية: Frank Cox)‏ هو لاعب كرة قاعدة أمريكي، ولد في 29 أغسطس 1857 في والثام في الولايات المتحدة، وتوفي في 24 يونيو 1928 في هارتفورد في الولايات المتحدة.